# Václav Březnovský
Václav Březnovský (10. srpna 1843 Praha – 19. října 1918 Praha) byl český podnikatel a politik, představitel radikálního antisemitského křídla mladočeské strany.

## Životopis
Vyučil se rukavičkářem, později vlastnil rukavičkářskou dílnu a byl známý mezi pražskými živnostníky. V roce 1863 se účastnil polského povstání proti Rusku a organizoval české dobrovolníky v Krakově. Byl pak zatčen. Později byl aktivní v české politice za mladočeskou stranu. Působil jako člen pražské obchodní komory a od roku 1884 zasedal ve sboru obecních starších města Prahy.
V letech 1895–1907 byl poslancem Českého zemského sněmu. Byl sem zvolen za Nové Město Pražské.
Roku 1893 se stal poslancem Říšské rady (celostátní zákonodárný sbor), kde zastupoval městskou kurii, obvod Příbram, Březové Hory atd. Nastoupil sem 10. října 1893 místo Blažeje Mixy. Mandát obhájil ve volbách roku 1897, nyní za všeobecnou kurii, obvod Praha, Karlín, Smíchov. V témže okrsku byl zvolen i ve volbách roku 1901. Ve vídeňském parlamentu setrval do konce funkčního období sněmovny, tedy do roku 1907.
Patřil k radikálnímu křídlu mladočeské strany. Mladočeská strana ho pojala do svého vedení před zemskými volbami v Čechách roku 1889, kdy se snažila rozšířit svůj záběr i na střední a nižší střední vrstvy. Stal se členem sboru důvěrníků a později i členem výkonného výboru mladočeské strany. V dubnu 1894 v rozpočtové debatě na Říšské radě vystoupili podobně orientovaní poslanci Jan Vašatý, Eduard Grégr a Václav Březnovský s radikálními a zčásti vulgárně opozičními projevy. V rámci mladočeské strany se následně aktivizovalo umírněné křídlo, v jehož čele stál Josef Kaizl, a prosadilo základní programový dokument (takzvaná nymburská rezoluce), kterým se strana distancovala od planého radikalismu. I pak ale stoupenci radikální politiky včetně Březnovského měli na dění ve straně jistý vliv. V roce 1896 se strana rozdělila, když se v Říšské radě projednávala takzvaná Badeniho volební reforma, která výrazně rozšiřovala volební právo, ale zachovávala kuriový systém a tedy nerovnost voličských hlasů. Březnovský patřil mezi 15 mladočeských poslanců, kteří odmítli vládní předlohu podpořit.
Trvalým rysem Březnovského politické aktivity byl antisemitismus. Vyostřil se zejména v kampani před volbami do Říšské rady roku 1897, kdy díky zřízení všeobecné kurie (právě v důsledku Badeniho volební reformy) bylo poprvé zavedeno všeobecné volební právo a kdy se tedy otevřela možnost průniku do parlamentní politiky i sociálním demokratům. Mladočeši ostře vystupovali proti socialistům a označovali je za protinárodní element, přičemž Březnovský používal protižidovské argumenty. Měl ve svém volebním obvodu značnou podporu od pražských živnostníků a řemeslníků. Agresivní kampaň v roce 1897 také přinesla dilema pro pražské židy, kteří zčásti zůstali věrní mladočechům, ale někteří hlasovali raději pro sociálně demokratického kandidáta. Březnovský sice 1. kolo volby vyhrál, ale jen těsně a sociální demokrat Karel Dědic nečekaně uspěl. Teprve v 2. kole Březnovský získal poslanecký mandát. Podpořily ho totiž, navzdory jeho dřívější antiklerikální rétorice i katolické strany.

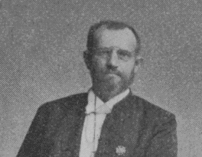
Václav Březnovský v roce 1902

Po volbách Březnovský prohlásil, že bylo chybou zaměřovat se jen na německé židy, protože ti čeští byli podle něj stejně nebezpeční: „ve skutečnosti český žid je stejný jako německý, který je prostě židem všude.“ V dubnu 1897 založil Březnovský spolek Národní obrana, který se deklaroval jako první antisemitská politická organizace. Stal se jeho předsedou. Když nově zvolení čeští sociálně demokratičtí poslanci v Říšské radě přednesli takzvané protistátoprávní prohlášení, kterým se distancovali od historických státoprávních argumentů české liberálně-konzervativní politické reprezentace, Březnovský to komentoval s tím, že sociální demokraté se „z návodu židů“ dopustili velezrady. Osobně se roku 1899 několikrát dostavil jako divák do soudní síně při procesu s Leopoldem Hilsnerem, židovským mladíkem obviněným z vraždy křesťanské dívky. Interpeloval pak na Říšské radě ministra spravedlnosti v otázce údajných židovských snah o diskreditaci soudu.
Ve svém protižidovském přesvědčení naopak Březnovský nacházel shodu s německorakouskými antisemity z Křesťansko-sociální strany (Ernest Schneider). Spolupráce se Schneiderem začala již v roce 1891, kdy oba připravili zájezd vídeňských antisemitských živnostníků na jubilejní výstavu do Prahy, kde se čeští i němečtí antisemité přátelsky přivítali a společně se bavili. V roce 1907 vydal Březnovský vlastním nákladem spis Židovská otázka, který přeložil z ruského originálu. Brožura byla státními úřady zkonfiskována, ale Březnovský (tehdy stále ještě poslanec Říšské rady) o ní promluvil v rozpravě na 480. schůzi parlamentu 22. ledna 1907. Podobně zaměřené byly i další publikace, které vydal: Ujařmení světa Židy a Řeč rabína Eichhorna (s podtitulem V židovských chapadlech. Antisemitské epištoly pro český národ).
Zemřel v říjnu 1918. Pohřben byl na Olšanských hřbitovech.